# Lost in Space (Foster the People)
Lost in Space è un singolo del gruppo indie pop statunitense Foster the People, pubblicato il 31 maggio 2024 come primo estratto dal quarto album in studio Paradise State of Mind.

## Video musicale
Il video ufficiale del brano, diretto ed montato da Rupert Höller, è stato pubblicato lo stesso giorno di pubblicazione del singolo.

## Tracce
Testi di Mark Foster, musiche di Mark Foster e Isom Innis.
1. Lost in Space – 4:19